# Wädenswil Vorder Au

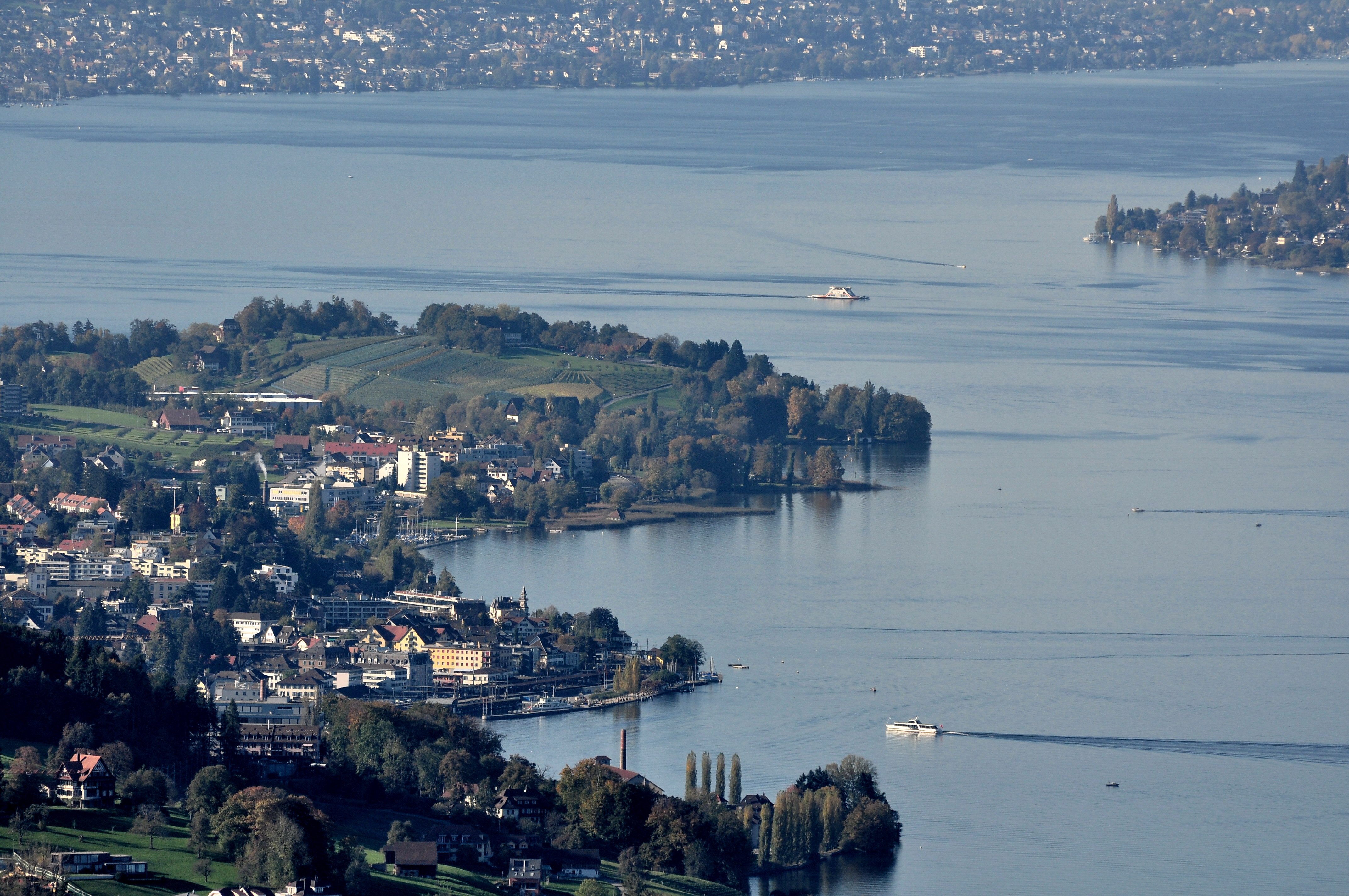
Lage der Fundstelle

Wädenswil Vorder Au, kurz Vorder Au, ist ein prähistorischer Siedlungsplatz im mittleren Becken des Zürichsees auf dem Gebiet der Gemeinde Wädenswil im Kanton Zürich in der Schweiz.

## Lage und Befund
Die Siedlungsreste liegen am linksseitigen (westlichen) Ufer des Zürichsees im Umfeld der Halbinsel Au. Der Seespiegel (406 m ü. M.) liegt infolge klimatischer Unterschiede und der Gewässerkorrektion höher als während der Stein- und Bronzezeit; die Fundstelle befindet sich daher mehrere Meter unter der Wasseroberfläche.
Von besonderer Bedeutung sind die Funde seltener Keramik aus einer Übergangsphase von der Pfyner zur Horgener Kultur. Ein sogenannter Glockenbecher aus der schnurkeramischen Schicht erlaubt Einsicht auf die Beziehungen zwischen den Kulturen mit Schnurkeramik und mit Glockenbechern. Die frühbronzezeitliche Siedlungsphase ist ebenfalls bedeutend, da der Keramiktyp „Arbon“ die Ausbreitung dieses Stils im 17. Jh. v. Chr. nachzuverfolgen hilft.

## UNESCO-Weltkulturerbe und Kulturgut von nationaler Bedeutung
Die Siedlungsreste gehören zu den 111 Fundplätzen, die am 27. Juni 2011 als UNESCO-Weltkulturerbe Prähistorische Pfahlbauten um die Alpen anerkannt wurden.
Im Schweizerischen Inventar der Kulturgüter von nationaler Bedeutung ist die Fundstelle Vorder Au als Klasse-A-Objekt aufgeführt.